# Cladosporium cucumerinum
Cladosporium cucumerinum Ellis & Arthur – gatunek grzybów z klasy Dothideomycetes. Grzyb mikroskopijny, u roślin z rodziny dyniowatych (Cucurbitaceae) powodujący chorobę o nazwie parch dyniowatych.

## Systematyka i nazewnictwo
Pozycja w klasyfikacji według Index Fungorum: Cladosporium, Cladosporiaceae, Capnodiales, Dothideomycetidae, Dothideomycetes, Pezizomycotina, Ascomycota, Fungi.
Po raz pierwszy opisali go w 1889 r. Job Bicknell Ellis i Joseph Charles Arthur na ogórku w stanie Nowy York w USA. Synonimy:
- Cladosporium cucumeris A.B. Frank 1893
- Cladosporium scabies Cooke 1903
- Macrosporium melophthorum (Prill. & Delacr.) Rostr. 1893
- Scolicotrichum melophthorum Prill. & Delacr. 1891[3].

## Morfologia i rozwój
Na naturalnym podłożu i na podłożach hodowlanych tworzy blado szarooliwkowe, aksamitne kolonie. Rewers na agarze słodowym zielonkawoczarny. Strzępki czasami spiralnie skręcone, strzępki zanurzone zazwyczaj ze śluzowatym płaszczem. Konidiofory wielkoniciowe, o długości do 400 µm i szerokości 3-5 µm, czasem nabrzmiałe do 8 µm szerokości u podstawy, drobnoziarniste, jasnooliwkowobrązowe, gładkie. Konidia z 0-2 przegrodami, o długości do 30 µm, średnicy 3-5 µm, gładkie. Zlepione są w długie, rozgałęzione łańcuchy, 0 (-1)-przegrodowe, cylindryczne, zaokrąglone na końcach, elipsoidalne do wrzecionowatych lub podkuliste, gładkie do delikatnie brodawkowatych, jasnooliwkowobrązowe, 4-9 (-25) x (2-) 3-5 (-6) µm.
Rozprzestrzenia się przez konidia przenoszone wiatrem. Przeżywa w glebie na resztkach roślin żywicielskich.

## Występowanie
Cladosporium cucumerinum jest rozpowszechniony w Ameryce Północnej i Europie, także w części Afryki, Azji Południowo-Wschodniej, Panamy i Trynidadu. Choroba nie została odnotowana w Australazji ani w Ameryce Południowej.
Żywiciele: ogórek Cucumis sativus, melon Cucumis melo, dynia Cucurbita pepo.